# Holsteingletscher
Der Holsteingletscher ist ein Gletscher in den Anare Mountains des ostantarktischen Viktorialands. Er liegt westlich des Drabek Peak und fließt zum Gletschersystem am Anare-Pass nördlich der Robinson Heights.
Wissenschaftler der deutschen Expedition GANOVEX I (1979–1980) benannten ihn. Namensgeberin ist die Region Holstein im Norden Deutschlands.